# Tigidia jalgaonensis
Espèce
Tigidia jalgaonensis est une espèce d'araignées mygalomorphes de la famille des Barychelidae.

## Distribution
Cette espèce est endémique du Maharashtra en Inde,. Elle se rencontre dans le district de Jalgaon.

## Description
La femelle holotype mesure 11,65 mm.

## Systématique et taxinomie
Cette espèce a été décrite par Mirza en 2023.

## Étymologie
Son nom d'espèce, composé de jalgaon et du suffixe latin -ensis, « qui vit dans, qui habite », lui a été donné en référence au lieu de sa découverte, le district de Jalgaon.

## Publication originale
- Mirza, 2023 : « Notes on the trapdoor spider genus Tigidia Simon 1892 (Araneae: Barychelidae: Barychelinae) with the description of three new species from India. » Journal of Natural History, vol. 57, no 1/4, p. 159-174.